# Флорешть (комуна, Мехедінць)
Флорешть, Флорешті (рум. Florești) — комуна у повіті Мехедінць в Румунії. До складу комуни входять такі села (дані про населення за 2002 рік):
- Гирдоая (838 осіб)
- Зегужань (658 осіб)
- Копечоаса (446 осіб)
- Лівезь (85 осіб)
- Мошнень (174 особи)
- Пештенуца (80 осіб)
- Пештяна (150 осіб)
- Строєшть (195 осіб)
- Флорешть (280 осіб)

Комуна розташована на відстані 252 км на захід від Бухареста, 26 км на північний схід від Дробета-Турну-Северина, 84 км на північний захід від Крайови.

## Населення
За даними перепису населення 2002 року у комуні проживали 2906 осіб. Усі жителі комуни рідною мовою назвали румунську.
Національний склад населення комуни:
| Національність | Кількість осіб | Відсоток |
| -------------- | -------------- | -------- |
| румуни         | 2905           | > 99,9%  |
| угорці         | 1              | < 0,1%   |

Склад населення комуни за віросповіданням:
| Релігія       | Кількість осіб | Відсоток |
| ------------- | -------------- | -------- |
| православні   | 2770           | 95,3%    |
| баптисти      | 133            | 4,6%     |
| римо-католики | 1              | < 0,1%   |
| п'ятдесятники | 1              | < 0,1%   |
| адвентисти    | 1              | < 0,1%   |

## Зовнішні посилання
- Дані про комуну Флорешть на сайті Ghidul Primăriilor